# Гришин Валентин Степанович
Валентин Степанович Гришин (нар. 5 листопада 1936, Запоріжжя, УРСР — пом. травень 2004, Запоріжжя, Україна) — радянський футболіст, нападник. Згодом — тренер. Майстер спорту СРСР. Виступав за збірну Української РСР.

## Кар'єра гравця
Розпочав грати в футбол у 15-річному віці в збірній 8-о селища, де його тренером був Володимир Устименко, який тренував команду ДЕЗа. Виступав у чемпіонаті Запоріжжя. 
У 1954 році розпочав грати за місцевий «Металург» у класі Б СРСР. Гришин став найкращим бомбардиром команди в сезоні 1956 року, забив 14 м'ячів і зіграв у всіх 34 поєдинках турніру. Наступного року прийняв запрошення в московський ЦСК МО з Вищої ліги, провів у складі команди два роки, проте основним гравцем не став. У 1959 році виступав за інший армійський клуб — одеський СКВО. Разом з командою завоював бронзові нагороди Першої ліги.
У 1960 році Гришин повернувся в «Металург». Валентин став найкращим бомбардиром команди з 20 забитими м'ячами і допоміг запоріжцям виграти клас Б УРСР. У перехідних іграх зі сталінським «Шахтарем», «Металург» зазнав поразки й не вийшов до вищої ліги. Сезон 1962 року команда завершила другому місці в своїй зоні, однак у фінальному турнірі «Металург» посів шосте місце. У складі команди провів три сезони, був гравцем основи. Тричі поспіль входив до списку 33 кращих футболістів України (1960-1962). У 2010 році сайт Football.ua включив його в список 50 найкращих гравців «Металурга», де він посів сьоме місце. Гришин займає п'яте місце в списку найкращих бомбардирів «Металурга» за всю історію.
У 1963 році став гравцем луганських «Трудових резервів», а через рік команда була перейменована в «Зорю». У 1965 році став переможцем турніру дублерів. За «Зорю» грав протягом трьох сезонів і зіграв за неї в Першій лізі понад 60 матчів. Завершив кар'єру гравця в 1965 році у віці 29 років у складі аутсайдера другої ліги СРСР, «Шахтаря» з Красного Луча.

## Кар'єра тренера
Закінчив Луганський машинобудівний інститут.
Після закінчення кар'єри футболіста почав працював інженером-технологом на заводі електронного машинобудування в Луганську. У 1972 році став дитячим тренером у луганській «Зорі», а через чотири роки почав працювати в школі запорізького «Металурга». Входив до тренерського штабу основної команди «Металурга». У 1984 році привів своїх підопічних до перемоги на республіканських юнацьких іграх в Одесі, а в 1991 році до срібних медалей чемпіонату СРСР серед старших юнаків. Серед його вихованців — Олександр Заваров, Станіслав Богуш, Раміс Мансуров, Василь Євсєєв, Роман Бондаренко, Олег Лутков, Максим Тищенко, Олексій Годін, Андрій Скоробогатько, Юрій Сак, Сергій Савран, Юрій Газюкін.

## Статистика виступів
| Сезон | Клуб                   | Ліга       | Чемпіонат | Чемпіонат | Кубок | Кубок |
| Сезон | Клуб                   | Ліга       | Матчі     | Голи      | Матчі | Голи  |
| ----- | ---------------------- | ---------- | --------- | --------- | ----- | ----- |
| 1954  | «Металург» (Запоріжжя) | Перша ліга | 14        | 1         | 1     | 0     |
| 1955  | «Металург» (Запоріжжя) | Перша ліга | 29        | 6         | 3     | 0     |
| 1956  | «Металург» (Запоріжжя) | Перша ліга | 34        | 14        |       |       |
| 1957  | ЦСК МО                 | Вища ліга  | 2         | 1         |       |       |
| 1958  | ЦСК МО                 | Вища ліга  | 6         | 1         |       |       |
| 1959  | СКВО (Одеса)           | Перша ліга | 26        | 4         | 2     | 1     |
| 1960  | «Металург» (Запоріжжя) | Перша ліга | 34        | 20        |       |       |
| 1961  | «Металург» (Запоріжжя) | Перша ліга | 35        | 8         |       |       |
| 1962  | «Металург» (Запоріжжя) | Перша ліга | 36        | 13        | 3     | 2     |
| 1963  | «Зоря» (Луганськ)      | Перша ліга | 32        | 12        |       |       |
| 1964  | «Зоря» (Луганськ)      | Перша ліга | 32        | 6         |       |       |
| 1965  | «Зоря» (Луганськ)      | Перша ліга | 3         | 0         |       |       |
| 1965  | «Шахтар» (Красний Луч) | Друга ліга | 23        | 7         |       |       |

## Досягнення
СКВО (Одеса)
- Перша ліга СРСР
  -  Бронзовий призер (1): 1959

«Металург» (Запоріжжя)
- Перша ліга СРСР
  -  Чемпіон (1): 1960
  -  Срібний призер (1): 1962